# Schausia transiens
Schausia transiens là một loài bướm đêm trong họ Noctuidae.